# جورج برنانوس
جورج برنانوس (بالفرنسية: Georges Bernanos) كاتب فرنسي، ولد في 20 فبراير 1888 بباريس وتوفى في 5 يوليو 1948 بنويي-سور-سين عن عمر يناهز ال 60 عاماً.

## روابط خارجية
- جورج برنانوس على موقع IMDb (الإنجليزية)
- جورج برنانوس على موقع الموسوعة البريطانية (الإنجليزية)
- جورج برنانوس على موقع مونزينجر (الألمانية)
- جورج برنانوس على موقع ميوزك برينز (الإنجليزية)
- جورج برنانوس على موقع إن إن دي بي (الإنجليزية)
- جورج برنانوس على موقع ديسكوغز (الإنجليزية)
- جورج برنانوس على موقع قاعدة بيانات الفيلم (الإنجليزية)